# Pseudopseustis diacrisioides
Pseudopseustis diacrisioides är en fjärilsart som beskrevs av Rothschild 1914. Pseudopseustis diacrisioides ingår i släktet Pseudopseustis och familjen nattflyn. Inga underarter finns listade.